# Камас (Испания)
Вижте пояснителната страница за други значения на Камас.
Камас (на испански: Camas) е населено място и община в Испания. Намира се в провинция Севиля, в състава на автономната област Андалусия. Общината влиза в състава на района (комарка) Голяма Севиля. Заема площ от 11,7 km². Населението му е 27 258 души (по данни от 2016 г.). Разстоянието до административния център на провинцията е 4 km.

## Демография
| 1996   | 1998   | 1999   | 2000   | 2001   | 2002   | 2003   | 2004   | 2005   | 2006   | 2016   |
| ------ | ------ | ------ | ------ | ------ | ------ | ------ | ------ | ------ | ------ | ------ |
| 25 679 | 25 499 | 25 499 | 25 333 | 25 302 | 25 109 | 25 502 | 25 393 | 25 768 | 25 706 | 27 258 |